# Sud du Roraima

Étendue de la région sud du Roraima.

La région sud du Roraima est l'une des 2 mésorégions de l'État du Roraima. Elle regroupe 7 municipalités groupées en 2 microrégions.

## Données
La région compte 80 389 habitants pour 125 752 km².

## Microrégions
La mésorégion sud du Roraima est subdivisée en 2 microrégions:
- Caracaraí
- Sud-est de Roraima